# Даласен
Даласен ( грч. Δαλασσηνός   ), женски облик Даласена или Даласина (грчки: Δαλασσηνη), била је византијска аристократска породица истакнута у 11. веку.

## Порекло и успон
Име породице потиче од њихове домовине, града Даласе, модерног Таласа у источној Турској . Етничко порекло породице је непознато; јерменски историчар Николас Адонц их је идентификовао као Јермене, али њихова имена нису јерменска, и већина научника оклева да прихвати Адонцов предлог.  
Први истакнути члан породице био је магистар Дамиан Даласен, који је био на важном положају дукса Антиохије 995/996–998.   Његови синови су такође достигли високе службе: двојица од њих, Константин и Теофилакт, такође су заузели место дукс -а  у Антиохији, док је Роман Даласен био катепан у Иберије. Чини се да су Исток, а посебно Антиохија, били главна база моћи породице током првих деценија 11. века.   
Константин је посебно био миљеник цара Константина VIII (р. 1025–1028), који је наводно размишљао да га именује својим наследником непосредно пре његове смрти. Под Романом III Аргиром (р. 1028–1034) породица је остала лојална, барем споља. Константин је, међутим, у неким изворима оптужен да је играо улогу у неуспеху Романовог похода на Алеп 1030.   Константин се тада појавио као вођа аристократске опозиције за време владавине цара Михаила IV Пафлагонског (р. 1034–1041) и Михаила V (р. 1041–1042). То је довело до репресивних мера и затварања и изгнанства већине породице од стране канцелара цара Михаила IV Јована Орфанотрофа .    После свргавања цара Михаила V 1042. године, царица Зоја (р. 1028–1050) поново је сматрала Константина потенцијалним мужем; царица је, међутим, видела Константина као човека строгих принципа и на крају је изабрала Константина IX Мономаха (р. 1042–1055).  
Током 1060-их и 1070-их, чланови породице, чији је однос са магистром Дамјаном и његовим синовима нејасан, служили су првенствено као виши генерали на Балкану, попут скопског дукса Дамјана 1073. или дукса Солуна Теодора око 1062. године.   Породица је, међутим, постала најистакнутија удајом амбициозне и способне Ане Даласен (праунуке, по мајчиној страни магистра Дамјана), за Јована Комнина, млађег брата генерала и цара Исака I Комнена . (р. 1057–1059). Ана је одлучно напредовала у каријери своје деце, све док њен син Алексије I Комнин није ступио на престо 1081. године. Током Алексијевих честих одсустава из Константинопоља током похода, она је функционисала као де фацто намесница Византијског царства.  

## Каснији чланови
Адмирал Константин Даласен играо је значајну улогу у раној владавини цара Алексија I Комнина, али већина чланова породице познатих након тога су цивилни званичници. Најистакнутији Даласен из 12. века био је Јован Даласен Рогериос, који је око 1138. именован Цезаром и водио је неуспешну заверу против цар Манојла I Комнина (р. 1143–1180).  
Презиме Даласен остало је истакнуто до краја 12. века, али је након тога нестало, а у каснијем Царству презиме се појављује само ретко, и то међу нижим нивоима друштва.  